# Centre photographique Rouen Normandie
Le Centre photographique Rouen Normandie est un centre voué à la photographie contemporaine situé à Rouen. Il fait partie des réseaux Rrouen, RN13bis et Diagonal.

## Missions
Le centre participe à la diffusion de la photographie contemporaine par la programmation d'expositions.
Le 8 avril 2022, il obtient le label « Centre d'art contemporain d'intérêt national ».

## Expositions
- 2025 :
  - Mathieu Bernard-Reymond, Un sentiment véritable, présentant des photographies issues des séries La Flèche du temps (2018), I think I've forgotten this before (2022) et D'après Ramuz (2023), du 8 février au 10 mai 2025 [2],[3],[4]
  - Françoise Huguier, Matière terrestre.